# Jardin botanique de Bucarest
Le Jardin botanique de Bucarest est un établissement universitaire dépendant du ministère roumain de la Recherche et de l'Enseignement supérieur. Sur 17,5 hectares, il comprend 4 000 m2 de serres et expose plus de 10 000 espèces de végétaux. Il joue aussi le rôle de conservatoire de graines et de semis afin de préserver la diversité génétique de la flore roumaine.

## Historique
Le premier jardin botanique et médicinal a été fondé en 1860 par le médecin d'origine française Charles d'Avila, Doyen de la Faculté voisine de Médecine et de Pharmacie, dans le but de faire connaître aux étudiants les plantes médicinales. Il se trouvait en face du jardin actuel : c'est l'actuel parc du Palais Présidentiel de Cotroceni. Quatorze ans après, en 1874, la construction de ce palais (alors royal) provoque le déménagement du jardin en plein centre de Bucarest, sur ce qui est aujourd'hui la Place de l'Université. C'était alors un jardin attenant au Palais Soutzo (aujourd'hui Musée d'Histoire de la Ville), qui fut transféré à l'Université. Depuis ce temps-là, c'est l'Université qui gère le Jardin Botanique. Dix ans plus tard, l'ouverture à cet endroit, en 1884, du carrefour central de la ville (à la suite du percement des quatre boulevards qui s'y croisent) décide le botaniste Dimitrie Brândză à demander les terrains et les financements nécessaires pour installer le jardin là où on peut le voir aujourd'hui. Le roi et le parlement les lui accordent. Le jardin est donc installé sur son site actuel depuis 1884 : il est dû à l'association de deux passionnés : le Pr Dimitrie Brândză et l'architecte-paysagiste belge L. Fuchs.

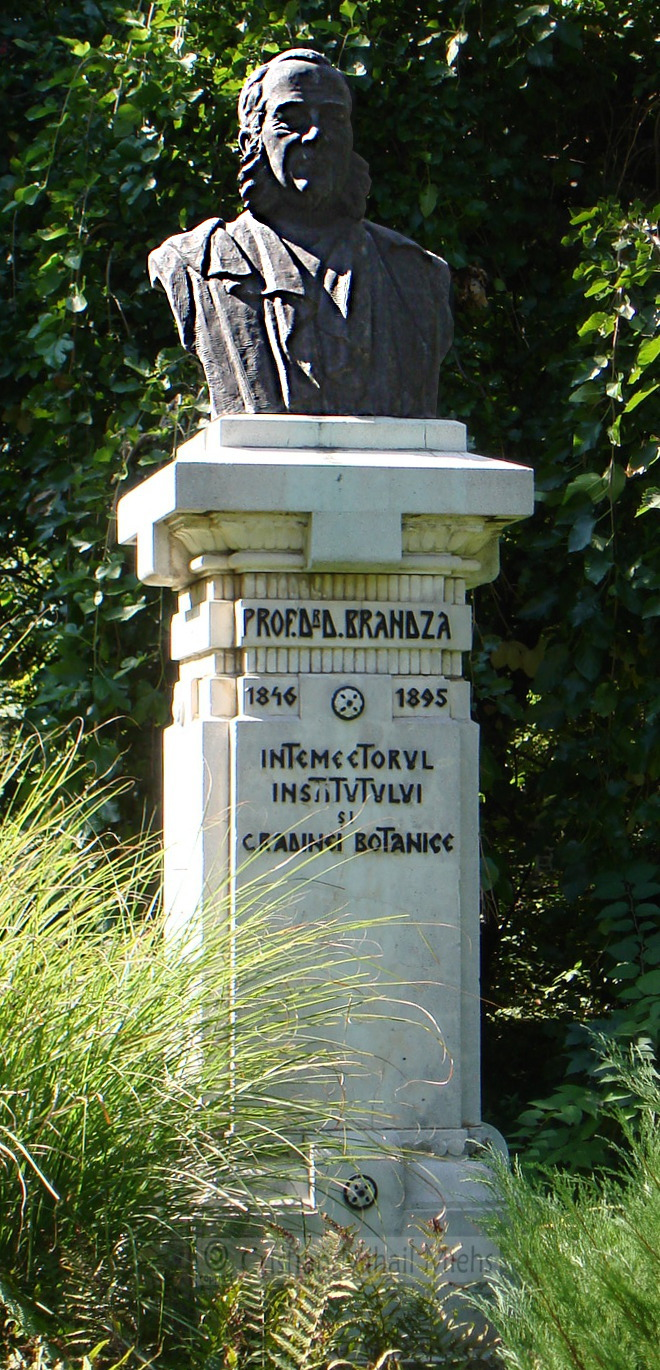
Buste du fondateur Dimitrie Brândză

La première serre du Jardin botanique fut construite en 1889-1891, sur le modèle des serres de Liège (Belgique). L'arboretum très fourni a été planté de semis fournis par les établissements similaires français, belges, suisses et allemands. En 1891 sont achevées les nouvelles Serres et le bâtiment classique de l'Institut Botanique avec sa graineterie, mais l'année suivante, la Dâmbovița inonde le jardin et avarie le système de chauffage des serres, aussitôt refait. 
Pendant la Première Guerre mondiale, les troupes allemandes du maréchal Falkenhayn occupent la capitale et campent dans le jardin de 1916 à 1918. Elles le transforment partiellement en potager et bien des arbres rares finissent en bois de chauffage. Lorsqu'elles se retirent à l'issue de la guerre, le jardin n'est plus qu'une décharge à ciel ouvert.
Le naturaliste Grigore Antipa, directeur du Muséum, songe, dans les années suivantes, à y ajouter une ménagerie et de nouvelles galeries, pour en faire un "temple de l'Histoire naturelle" à la manière du Jardin des plantes de Paris. Au lieu de cela, ce sera la Seconde Guerre mondiale, et, en octobre 1940, l'occupation allemande et l'instauration du régime du "Pétain roumain" Ion Antonescu : le 4 avril 1944, pendant le grand bombardement anglo-américain, 96 bombes destinées à la centrale électrique voisine de Grozăvești épargnent celle-ci, mais détruisent l'Institut de Botanique et une partie des Serres, anéantissant plus de 500.000 planches de l'herbier de l'Institut (sur 700.000).
À la libération du pays, les serres sont refaites, ainsi qu'une nouvelle graineterie, mais sous la dictature communiste, le Jardin végète dans le mauvais sens du terme et rétrécit au profit des services de la voirie ou de la centrale électrique. Certains plans de Ceaușescu le condamnaient : en 1976, il est fermé au public, et n'est plus accessible qu'aux étudiants en biologie, qui s'attendent à une destruction prochaine, comme bien d'autres quartiers historiques de Bucarest à cette période.
La chute du dictateur en 1989 sauve le Jardin, sans toutefois le sortir du marasme financier. Plusieurs projets inspirés des plans d'Antipa échouent faute de moyens. L'établissement est finalement réhabilité à partir de 2007 ; le Musée est rénové en 2011 et consacré à la flore tropicale, notamment celles des grandes forêts pluviales équatoriales. En 2013, l'herbier atteint 500.000 planches, regroupées en deux grandes sections.

## Descriptif

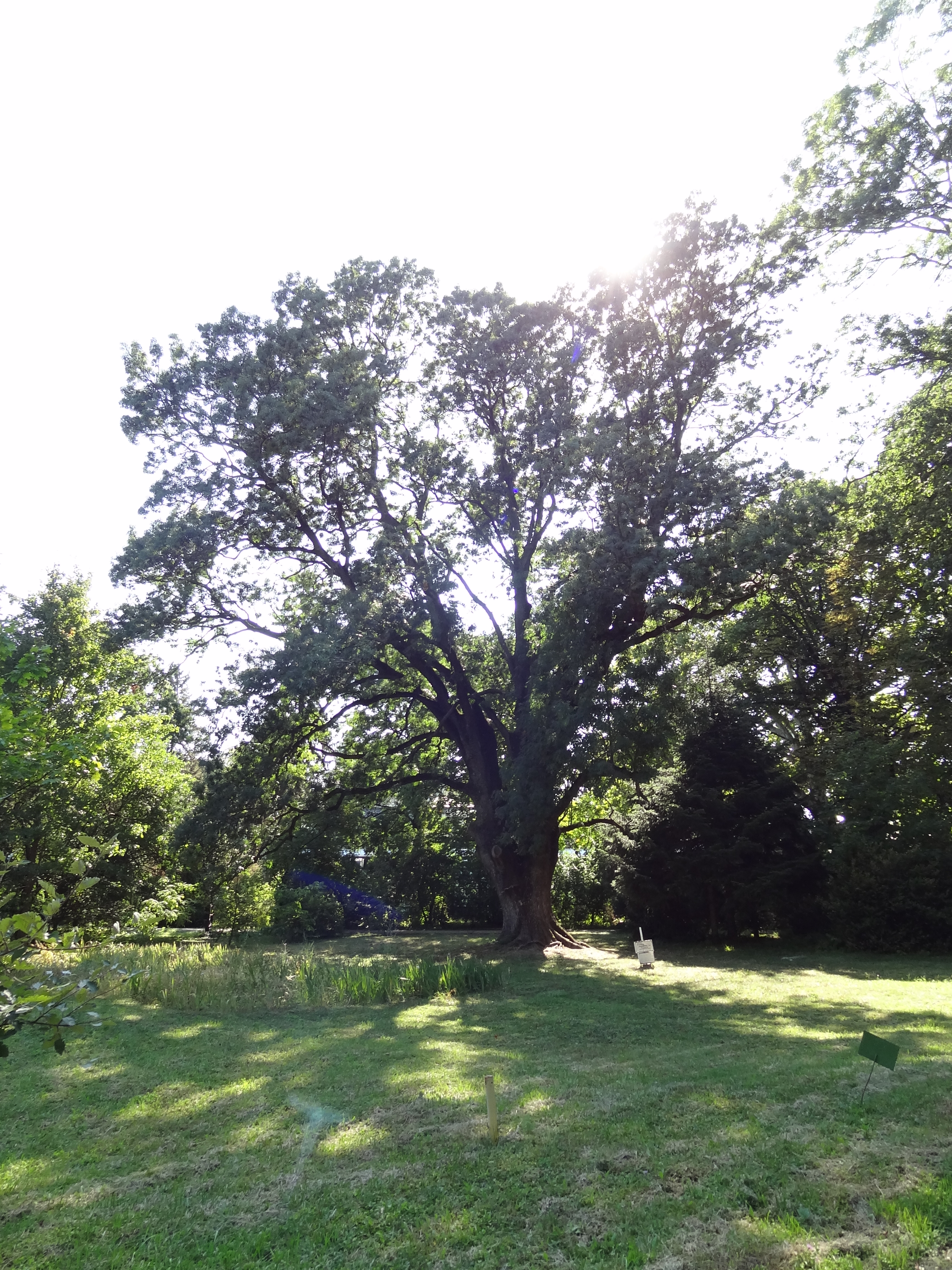
Un frêne du Midi dans le parc botanique de Bucarest

Le jardin, qui réussit à satisfaire en même temps aux critères systématiques de la botanique et à ceux esthétiques du paysagisme, est conçu pour servir l'enseignement. Ses parterres groupent chacun les principales familles végétales, et, dans chaque famille, un maximum d'espèces. Mais le pittoresque n'est pas oublié, et l'organisation à l'anglaise combine lignes courbes et perspectives variées, tandis que la partie à la française privilégie lignes droites et bassins.
Le Musée botanique se trouve à l'entrée, dans un bâtiment de style brancovan. Plus de 5 000 espèces végétales, dont 1 000 exotiques, y sont présentées, sous forme de planches, audiovisuels, dioramas et sous vérandas.
Le Jardin est un lieu de promenade prisé des bucarestois, et on y croise des professeurs avec leurs étudiants ou élèves, des cénacles de philosophie, des peintres, des amoureux et des amis de la nature, ainsi que de simples promeneurs qui cherchent à s'évader un moment loin des soucis et du rythme trépidant de la ville.